# 須々木村
須々木村（すすきむら）は、かつて静岡県榛原郡南部（現・牧之原市南端）にあった村である。現在、牧之原市須々木として同市に所属している。

## 地理
- 周囲を落居、鬼女新田、上朝比奈、菅ヶ谷、大沢、波津、御前崎市比木と隣接している。[1]
- 北部の「原」地域は牧之原台地の一部である[2]。
- 南部は海に面し、須々木海岸を有し、一ヶ所の堤防がある。
- 南北に二級河川の須々木川が流れている。

## 歴史

### 周辺状況
奈良時代から中世にかけては相良荘、平安時代中期以降は相良牧の一部であった。平安時代後期には相良氏が台頭する。
江戸時代の時点では、鬼女新田は須々木村の一部だった。1854年（嘉永7年）の時点で鬼女新田は須々木村とは別の村なっている。

### 沿革
- 1889年（明治22年）4月1日 - 町村制施行により榛原郡相良町大字須々木となる。[7]。
- 2005年（平成17年）10月11日 - 相良町の合併により、牧之原市の大字となる。

## 行政
自治会は牧之原市内に25区ある区分の中の一つ、「須々木区」がある。須々木区内に27の班が存在する。

### 小字
- 地代
- 前浜
- 深澤
- 小名ヶ谷
- 須々木原

## 交通
- 路線バス：しずてつジャストライン
- 国道150号（本道・バイパス）

1968年（昭和43年）8月22日までは、静岡鉄道駿遠線の須々木駅が存在していた。

## 人口
- 1402人（世帯数417。2014年3月31日時点）[9]

## 経済
かつて、須々木海岸での塩作りが盛んであった。

## 文化

### 教育
- 須々木幼稚園
- 牧之原市立あおぞら保育園

### 公共施設
- 牧之原市相良公民館
- いいら
- 須々木グラウンド

### 社寺
- 鹿島神社
- 海雲寺
- 善明院
- 巨海観音

### 伝統民芸

#### 祭り
- 毎年10月上旬2日間を通して行われる。二階建て程の屋台と呼ばれる山車を牽き、鹿島神社を出発し地代から波津の境まで練り歩く。

### 文化財
牧之原市指定有形文化財
- 海雲寺文書 2点
- 鹿島神社本殿

静岡県指定天然記念物
- 善明院のイスノキ・クロガネモチ合着樹